# アーク・ロイヤル (空母・2代)
アーク・ロイヤル (HMS Ark Royal, R09) は、イギリス海軍の航空母艦。同名の艦（アーク・ロイヤル）としては4代目、同名の航空母艦としては2代目である。艦番号はR09。イギリス海軍最後の通常空母となった。

## 概要
元はオーディシャス級航空母艦4番艦「イリジスティブル (HMS Irresistible)」だが、建造途中に「アーク・ロイヤル」に変更された。1943年に起工されたが第二次世界大戦の終結と共に工事は中断され、進水は1950年、竣工は1955年と建造に12年も要した。
建造途中で大幅な設計変更が加えられ、建造当初より5.5度のアングルド・デッキとスチーム・カタパルトを備えていて、最初からジェット戦闘機の運用可能な設備を持っていた。
本来ならば新型空母CVA-01級の就役により退役するはずだったが、CVA-01級がキャンセルされてしまった為、「アーク・ロイヤル」はファントム FG.1(F-4K)とバッカニアが運用できるようにアングルド・デッキの拡大や大型のスチーム・カタパルトへの換装など、大規模な改装が行われた。

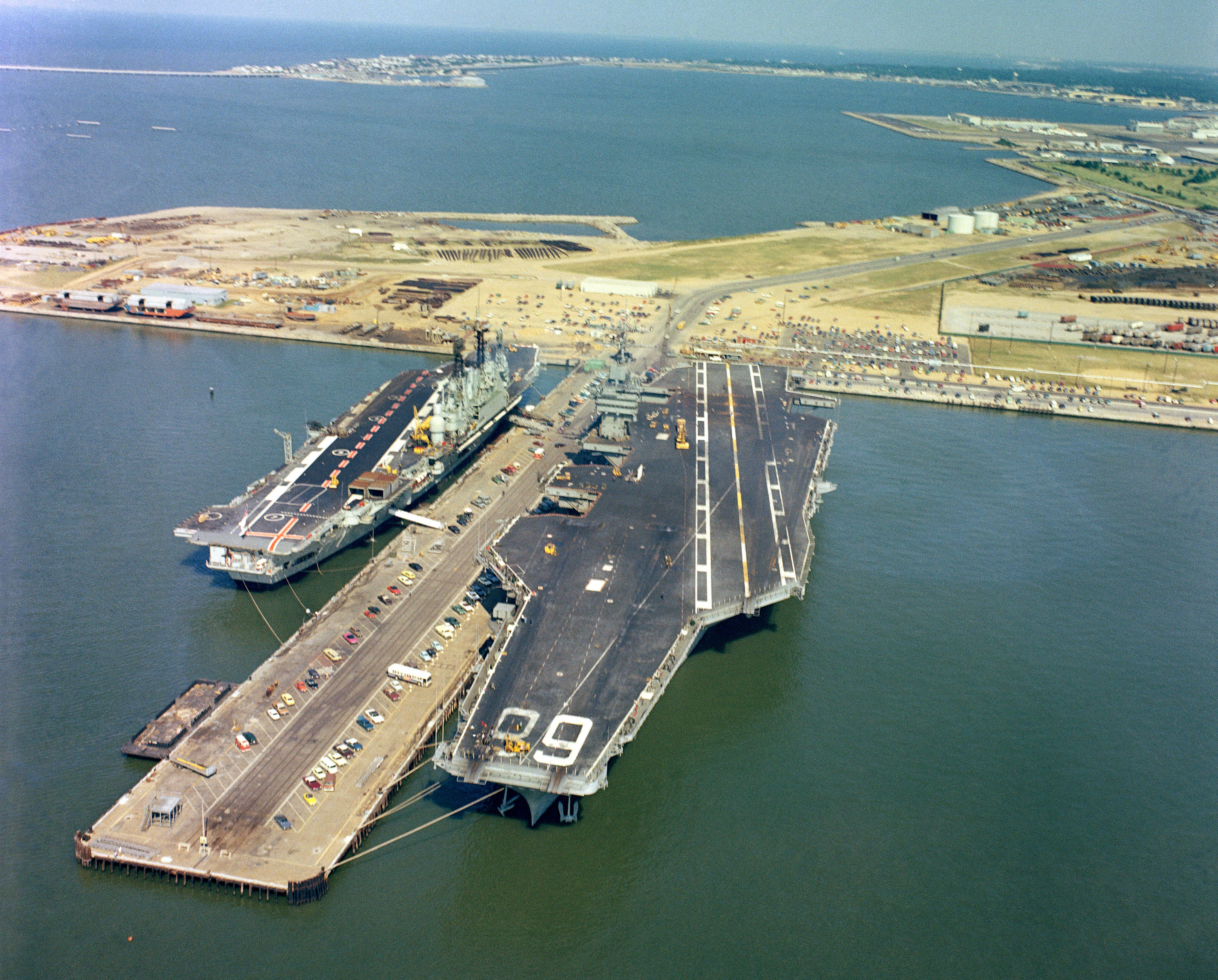
「アーク・ロイヤル」とアメリカ空母「ニミッツ」。1978年にノーフォーク海軍基地にて撮影。

しかし、小ぶりな船体で大型化する新型のジェット戦闘機を運用するには無理があり、ファントム FG.1は発艦を容易にする為に前脚を40cm伸ばし迎え角を大きくし、エレベーターのサイズに合わせて機首のレドームを折り畳み式にしなければ運用出来なかった。艦載機の大型化により搭載数も30〜36機程度まで減少している。
1978年の「アーク・ロイヤル」の退役後、イギリス海軍の洋上航空戦力は、軽空母であるインヴィンシブル級航空母艦が運用するSTOVL機（シーハリアー）とヘリコプターにシフトすることとなる。しかし「アーク・ロイヤル」の退役と同時にガネットAEWを退役させた結果、イギリス海軍の早期警戒能力が失われ対空捜索能力が低下し、フォークランド紛争でアルゼンチン空軍機の低空侵攻によってイギリス海軍が損害を被る一因となったといわれている。あるイギリス海軍士官の「アークロイヤルがあればフォークランド紛争など起こさせなかった」という言葉が雑誌に紹介されたこともある。

## 搭載機の変遷
初代
- 893 NAS - デ・ハビランド シーベノムFAW.20全天候艦上戦闘機12機
- 898 NAS - ホーカー シーホークFGA.6艦上戦闘攻撃機7機
- 800 NAS - ホーカー シーホークFGA.4艦上戦闘攻撃機7機
- 814 NAS - ガネットAS.4対潜哨戒機4機

二代目
- 893 NAS - デ・ハビランド シービクセン FAW.2全天候艦上戦闘機12機
- 800 NAS - ホーカー シーホークFGA.6艦上戦闘攻撃機14機
- 849 NAS - スカイレイダーAEW.1早期警戒機4機
- 728 NAS - ドラゴンフライHR.3救難ヘリコプター2機

三代目
- 892 NAS - デ・ハビランド シービクセン FAW.2全天候艦上戦闘機12機
- 800 NAS - ホーカー シーホークFB.3艦上戦闘爆撃機14機
- 849 NAS - ガネットAS.1対潜哨戒機4機
- 728 NAS - ドラゴンフライHR.3救難ヘリコプター2機

四代目
- 890 NAS - デ・ハビランド シービクセン FAW.2全天候艦上戦闘機12機
- 804 NAS - ホーカー シーホークFGA.6艦上戦闘攻撃機14機
- 849 NAS - ガネットAS.1対潜哨戒機4機
- 728 NAS - ドラゴンフライHR.3救難ヘリコプター2機

五代目
- 892 NAS - デ・ハビランド シービクセン FAW.2全天候艦上戦闘機12機
- 802 NAS - ホーカー シーホークFB.5艦上戦闘爆撃機14機
- 849 NAS - ガネットAEW.3早期警戒機4機
- 728 NAS - ドラゴンフライHR.3救難ヘリコプター2機

六代目
- 892 NAS - デ・ハビランド シービクセン FAW.2全天候艦上戦闘機12機
- 807NAS - ホーカー シーホークFGA.4艦上戦闘攻撃機×14機
- 849 NAS - ガネットAEW.3早期警戒機4機
- 728 NAS - ドラゴンフライHR.3救難ヘリコプター2機

最終期の搭載機一覧
- 809 NAS – ブラックバーン バッカニア S.2複座艦上攻撃機14機
- 892 NAS – ファントムFG.1艦上戦闘機12機
- B Flight 849 NAS – フェアリー ガネットAEW.3早期警戒機4機
- 849 NAS. – フェアリー ガネットAS.4対潜哨戒機1機
- 824 NAS – シーキング HAS.2対潜哨戒ヘリコプター7機
- Ships Flight – ウェセックス HAS.1対潜哨戒ヘリコプター2機